# 요크빌 (토론토)

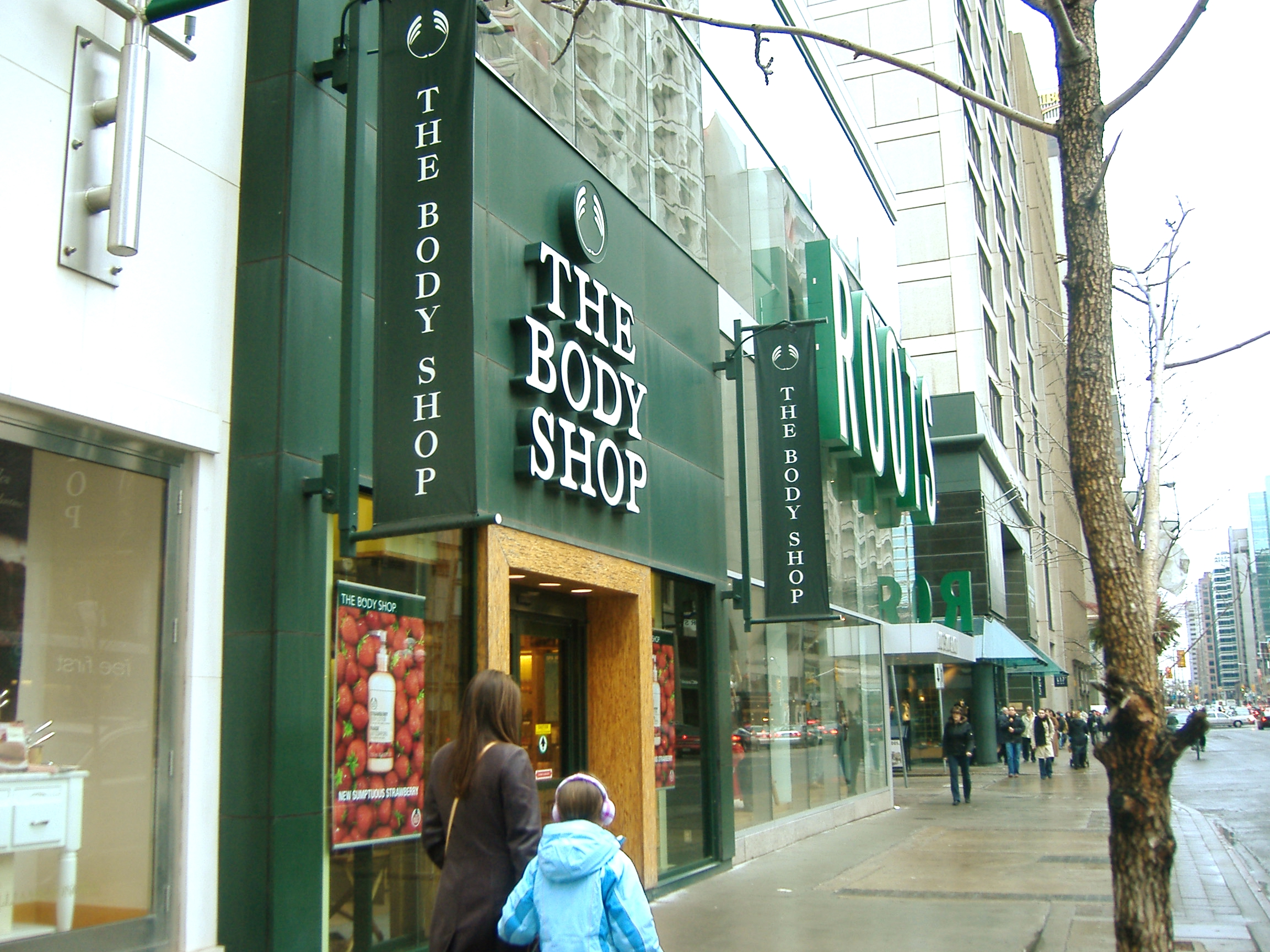
블루어 스트리트

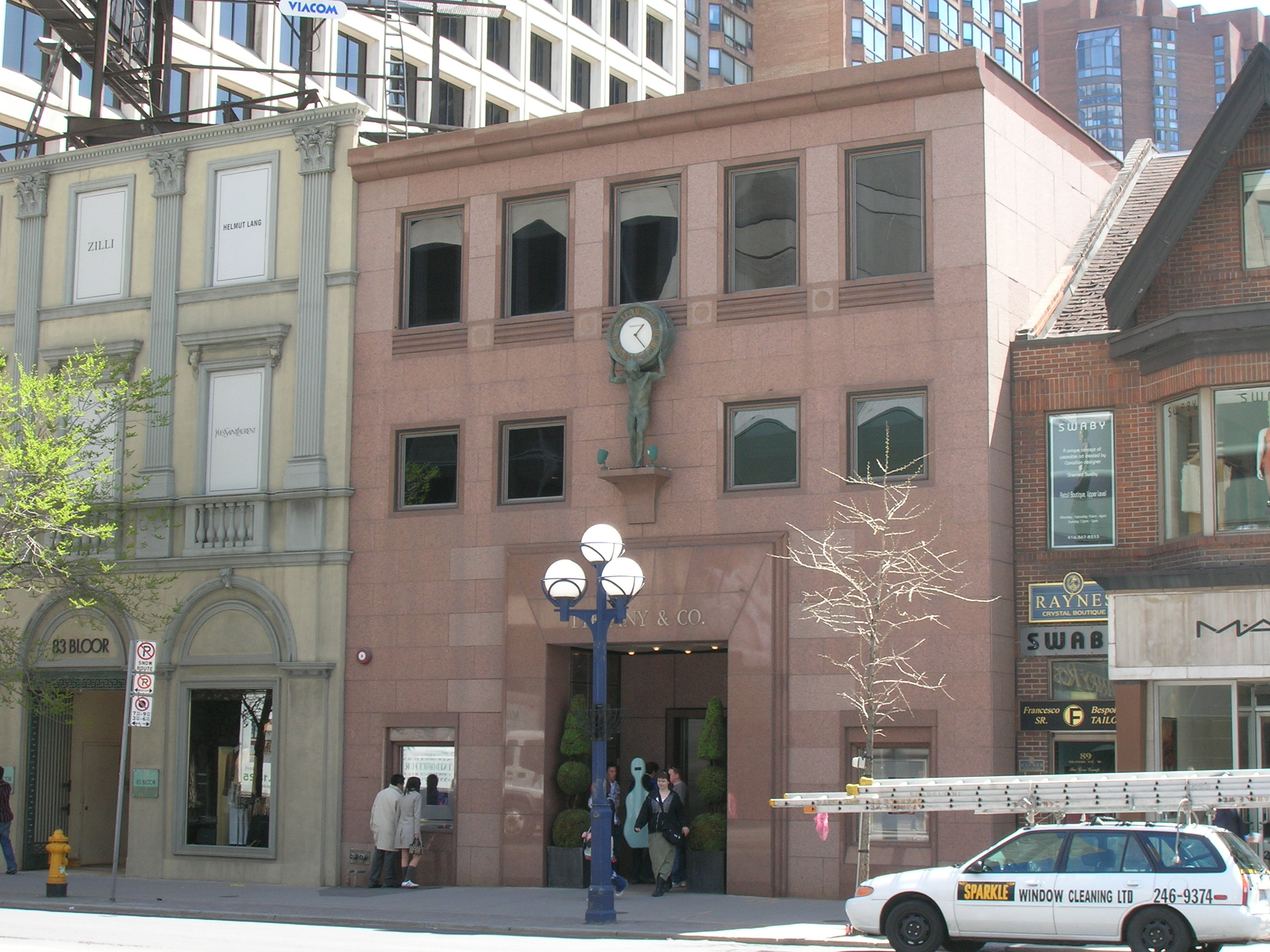
블루어 스트리트

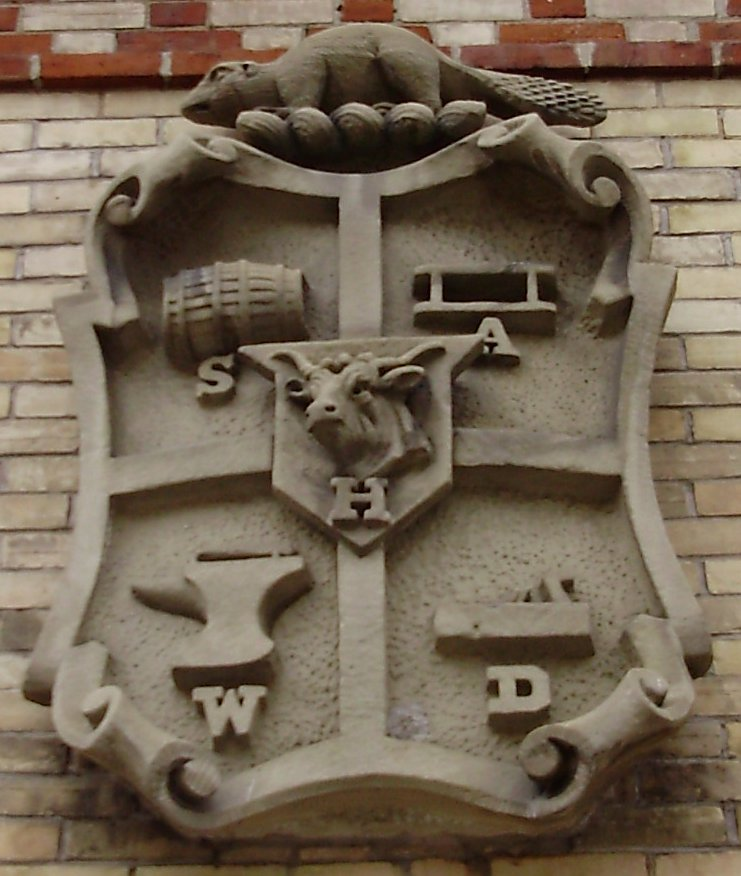
요크빌 휘장. 토론토 #312 소방서에 붙어 있다. 예전에는 요크빌 마을회관에 있던 것이다.

요크빌(Yorkville)은 캐나다 온타리오주 토론토 중남부의 구이다. 쇼핑가로 유명하다. 남쪽으로는 블로어 스트리트, 북쪽으로는 데이븐포트 로드, 동쪽으로는 영 스트리트가 있고, 서쪽으로는 애비뉴 로드가 맞닿아 있다. 공식적으로는 애닉스(The Annex) 지역의 일부이다.
요크빌은 캐나다에서 가장 유명한 쇼핑가이다. 상류층이 많이 들르는 요크빌의 블루어 스트리트는 밴쿠버의 롭슨 스트리트와 더불어 캐나다 내에서 비싸기로 1,2위를 다툰다. 2006년 조사 결과, 이 두 거리는 전 세계에서 임대료가 높은 거리 중 22위를 차지했다. 평방 피트 당 208 달러의 땅값을 기록하였다. 2007년 블루어 스트리트와 롭슨 스트리트는 순위가 조금 내려가 전 세계에서 임대료가 높은 거리 중 25위를 차지했다. 평방 피트 당 198 달러의 땅값을 기록하였다.

## 역사
요크빌은 예전에는 작은 동네였는데, 토론토 시에 합병된 바 있다.
1880년, 사업가인 조셉 블루어(Joseph Bloor, 블루어 스트리트는 그의 이름을 따 붙인 것이다. 블루어 스트리트는 현재 토론토의 중심축 도로 중 하나이다.)가 교외 주거 지역으로 요크빌 마을을 만들었다. 요크빌 마을의 빅토리아 양식의 집들과 조용한 주거 지역, 아름다운 정원은 이 지역이 토론토에 합병되기 전까지는 있었다.
1960년대 들어, 요크빌은 토론토의 보헤미안 문화 중심지로 자리잡았다. 캐나다의 재능 있는 음악가였던 조니 미첼, 닐 영, 고든 라이트풋 등이 이 지역에서 활약하였다. 언더그라운드 문학 작가인 마거릿 애트우드, 그웬돌린 맥이원, 데니스 리 등도 머물렀다. 요크빌은 또한 캐나다의 히피 운동의 중심지로 알려져 있다. 1968년, 토론토 대학교의 로크데일 대학이 반문화 교육 실험 장소의 성격을 띠고 문을 열었다. 당시 사이버펑크 작가인 윌리엄 깁슨을 포함하여 여러 사람들에게 영향을 끼쳤다.

### 사치스런 쇼핑 거리로의 변화
블루어-댄포스(Bloor-Danforth) 사이에 지하철이 개통된 이래로, 시 당국이 공식적인 도시 계획을 수정해 이 지역의 용적률(개발 밀도)을 높이자 이 지역의 지가가 급상승했다. 블루어 스트리트를 따라, 사무용 빌딩, 베이 백화점, 홀트 렌프루 백화점(Holt Renfrew department store) 등이 들어섰다. 지역 소매인들은 이들에게 자리를 내줘야만 했다. 1980년대 및 1990년대 이 지역의 부동산 값이 상승하자, 블루어 스트리트 북쪽 주택가들은 고급 소매 점포로 바뀌어 나갔다. 또한 컴버랜드 스트리트와 요크빌 애비뉴를 따라 많은 화랑, 패션 부티크, 골동품 상점, 술집, 카페, 간이식당이 들어섰다. 많은 건물들이 헐렸으며, 공동 주택들이 들어섰다. 영 스트리트 및 블루어 스트리트에 위치한 지하철 역에 유동 인구가 많았기 때문에 이 지역의 상업적 가치가 높아졌다. 이 지하철 역에는 매일 대략 36만 8천 명의 승객이 드나들었다. 반문화 중심은 요크빌에서 훨씬 월세 비용이 낮고 부동산 값도 낮은 퀸 스트리트 웨스트 부근으로 옮겨갔다.
오늘날, 토론토 시의 가장 사치스런 소매 점포들은 요크빌의 거리에 위치해 있다. 프라다, 구찌, 휴고 보스, 맥 코스메틱스, 에르메스, 샤넬, 루이 뷔통, 홀트 렌프류, 티파니 & Co., 에스카다, 에르메네질도 제냐, Cartier SA, 해리 로즌, 캘빈 클라인, 콜 한, 베라 왕, 라코스테, 페라리, 마세라티, 롤스 로이스, 윌리엄스 소노마, 뱅 앤 올룹슨, Betsey Johnson, 막스 마라, 몽블랑 (기업), 불가리, Henry Birks, 코치, 겔랑(Guerlain), 스와로프스키 및 기타 명품 디자이너 부티크들이 이 동네에 위치하고 있다.
블루어 스트리트에 위치한 홀트 렌프류 매장은 이 명품 백화점의 플래그십 매장이다. 4층 건물 안에는 여러 부티크 (예를 들면 D&G 부티크)가 입점해 있다. 다른 플래그십 매장으로서는 해리 로즌, 타운 슈즈, 코치 매장이 있다. 이 지역의 매장이 오래전에 들어서서 낡은 면이 있기 때문에, 많은 수의 매장의 리노베이션을 하고 있다. 앞서 말한 해리 로즌을 포함해서 말이다. 최근 리노베이션을 한 샤넬 매장은 전 세계에서 가장 큰 샤넬 매장 중 하나이다. 에르메스는 최근 매장을 리노베이션하여 재개장하였으며, 프라다도 옆에 빈 점포를 인수하여 남성복 매장을 더 열면서 부티크의 크기를 두 배로 넓힌다는 계획을 가지고 있다는 소문이 돌고 있다. HMV도 새로운 콘셉트와 외양을 가지고 점포를 다시 열었다. DKNY 및 Crate and Barrel도 매장 확보를 노력하고 있었으나, DKNY은 점포를 구하지 못했고, Crate and Barrel은 2층에 있는 점포에 가게를 내는 것을 거부하였다. 카르티에도 더 큰 매장을 낼 것으로 알려져 있다. 브라운즈 슈즈도 다른 브라운즈 슈즈의 부티크보다 좀 더 사치스런 제품을 블루어 스트리트 점포에서 판매하고 있다.
최근 들어, 중가품 소매점들도 이 거리에 점포를 내고 있다. 2005년, 위너스, La Senza가 이 지역의 좋은 위치에 가게를 열었다. 뒤이어 French Connection, 퓨마, Aldo, Aritzia, 클럽 모나코, 바나나 리퍼블릭, 아메리칸 어패럴, 게스, 나이키, 자라, Roots, 룰루레몬, Sephora, 갭 그리고 H&M 매장이 문을 열었다. 최근 들어, 디스카운트 소매점인 Labels 4 Less가 이 지역에 점포를 개장하였다. 그럼에도 불구하고, 요크빌의 블루어 스트리트는 북미 전체 지역 중 가장 사치스런 쇼핑가로 이름이 높다. 뉴욕주의 "5번 애비뉴" 및 시카고의 Magnificent Mile, 로스앤젤레스의 로데오 스트리트 등과 어깨를 나란히 하고 있다. 부동산 업체인 커시맨 앤드 웨이크필드(Cushman and Wakefield)의 말에 의하면, 이 지역 부동산에 대한 수요는 여전히 크다. 5년 전에는, 임대료가 1 평방피트 당 110 달러였다. 하지만 2006년에는 1 평방피트 당 198 달러였다. 커시맨 앤드 웨이크필드의 2007년 4사분기 토론토 소매업 보고서는 임대료가 1 평방피트 당 300 달러에 이르렀다고 밝히고 있다. 블루어 스트리트는 북미 전체 상가 거리 중 3번째로 가장 임대료가 비싼 거리로 자리매김하였다. 컴버랜드 스트리트 및 요크빌 애비뉴 로드도 임대료가 1 평방피트 당 125 달러로 올랐다. 고가의 인도 패션 부티크인 INDIVA는 요크빌 애비뉴로 점포를 옮겼다. 옮기기 전 임대료는 8만 5000 달러였다고 밝히고 있다. 많은 독립 점포들은 이러한 임대료를 대기 어려워하고 있다. 최근 몇 년간 문을 닫거나 다른 거리로 점포를 옮겼다. 하지만, 몇몇 소매 점포들은 1 평방피트 당 2000 달러 이상의 매상을 올린다고 추정되고 있다..
요크빌은 사치스런 쇼핑가, 고급 레스토랑, 5성급 호텔 등이 있는 것으로 캐나다 내에 유명하다. 이 거리에서는 캐나다 연예인들을 흔히 볼 수 있다. 특히 해즐턴 레인즈 쇼핑 복합건물에서 연예인들을 흔히 볼 수 있다. 이 사실이 알려진 후에는, 토론토 국제 영화제 등에 참가했던 연예인들은 이곳을 피해 CITY-TV 근처에 있는 술집이나 클럽을 찾고 있다. 요크빌은 여전히 캐나다에서 연중 가장 연예인이 많이 목격되는 지역이다.
요크빌의 고급 호텔로서는, 포 시즌즈 호텔, 파크 하얏트, 해즐턴 호텔, 윈저 암즈 호텔, 레지던스온베이 호텔, 토론토 매리엇 블루어 요크빌 호텔 등이 있다.
요크빌에는 또한 많은 기업 사무소가 위치하고 있다. 캐나다 소매업 협의회, 캐나다 포스트, IBM 캐나다, 얼라이언스 아틀란티스, 페이머스 플레이어즈, 파라마운트 픽쳐스, 쇼케이스 텔레비전, 21세기 폭스 영화사 등이 있다. 또한 요크빌에는 각국 영사관 등이 위치한다.
요크빌에는 사사프라츠(Sassafraz)라는 유명한 음식점이 있다. 이 음식점은 요크빌 심장부에 위치했는데, 2006년 12월 13일 전소하였다. 복구 작업 끝에 2007년 9월 재개장하였다. 또한, MTV 캐나다 본부도 요크빌에 위치해 있다. 캐나다의 최대 박물관이자 북미에서 5번째로 큰 박물관인 로열 온타리오 뮤지엄(Ropyal Ontario Museum)도 블루어 스트리트 및 애비뉴 로드 교차점에 위치해 있다. 컴버랜드와 요크빌의 블루어 스트리트 북쪽 지역 좁은 골목길 사이사이에는 카페, 음식점, 특선 부티크 등이 많다. 이곳은 좀 더 유럽 분위기가 난다.
요크빌은 토론토에서 가장 비싼 콘도미니엄들이 위치한 지역이다. 최소 1백만 달러의 가격이다. 프린스 아더, 르네상스 플라자, 10 Bellair, 원 세인트 토마스, 윈저 암스 호텔, 헤즐턴 호텔 & 레지던스, 헤즐턴 레인즈 등을 예로 들 수 있다. 베이 가 1166 번지에는 여러 건물이 들어서고 있다. 플래그십 건물인 포 시즌즈 호텔 & 프라이빗 레지던스를 포함, 영 스트리트와 블루어 스트리트 모서리의 80층짜리 "1 블루어" 라는 이름의 랜드마크 건물 건축이 활발하다.
블루어 스트리트 거리 환경 개선 프로젝트
2008년부터, 블루어-요크빌 비즈니스 임프루브 에어리어(Bloor-Yorkville Business Improvement Area)가 처치 스트리트부터 애비뉴 로드까지의 거리 환경을 개선 작업을 해나갈 예정이다. 보행자 보도를 넓히고, 나무를 심고, 화단을 가꾸고, 현대적인 조명을 도입하고, 공공 미술품을 설치하여 보행자의 경험을 향상시키는 것이 목적이다. 웹페이지 블루어 스트리트 개선 에 자세한 사항이 나와있다.

## 정원

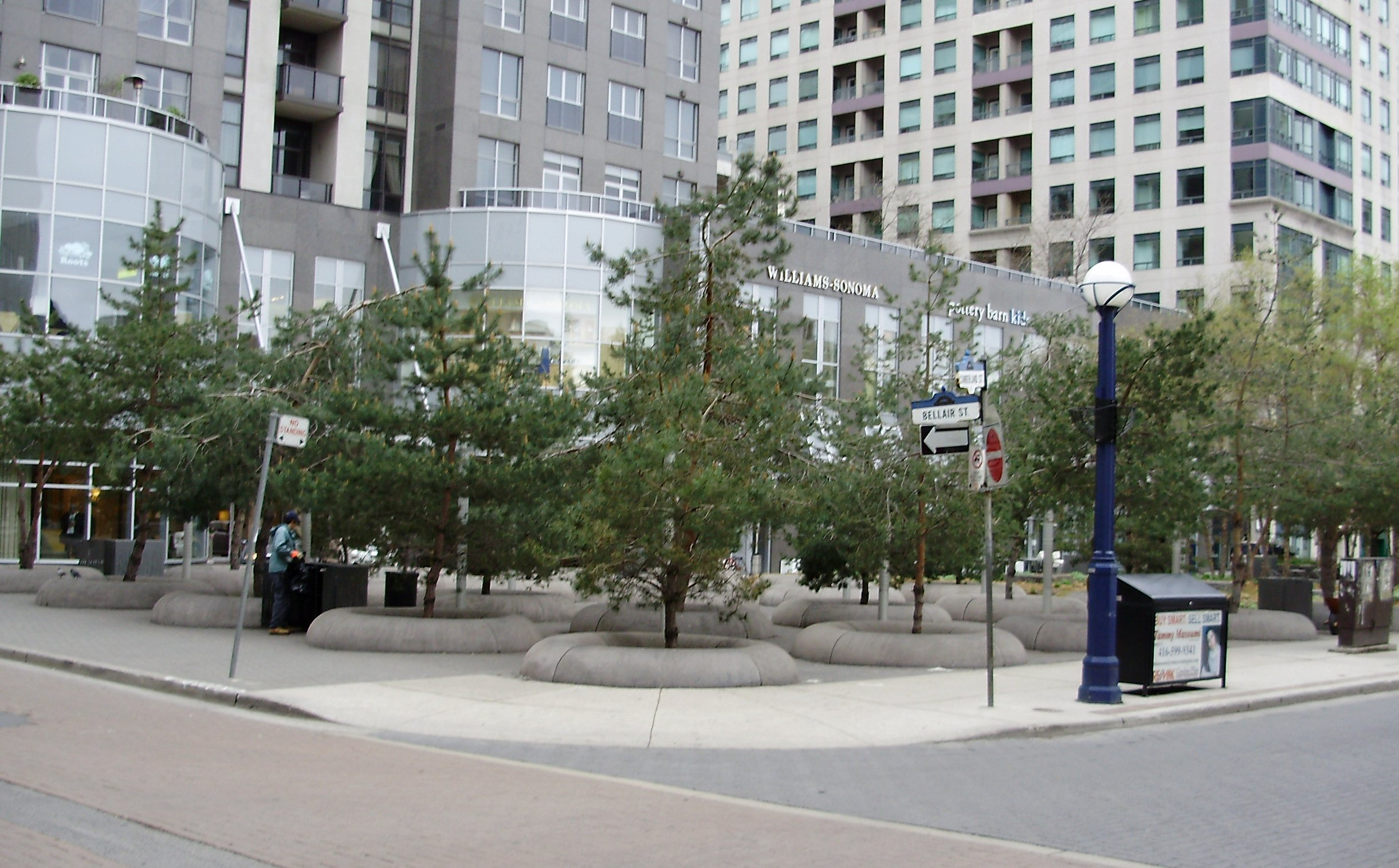
요크빌 파크 내의 나무들.

요크빌 파크는 컴버랜드 남쪽으로 길게 늘어선 정원이다. 올슨 워랜드 아키텍츠(Oleson Worland Architecs사가 마사 슈워츠, 켄 스미스, 데이비드 메이어, 랜드스케이프 아키텍처 사 등과 함께 설계하였다.

## 이벤트
블루어-요크빌은 다음과 같은 행사를 거행한다.
- 토론토 국제 영화제
- Sante International Wine Festival

## 쇼핑 센터
- 컴버랜드 테라스
- 해즐턴 레인즈
- 홀트 렌프류
- 허드슨 베이 센터
- 마누라이트 센터

## 호텔
- 포 시즌즈 호텔 토론토
- 파크 하얏트 토론토
- 더 레지던스 온 베이
- 윈저 암스 호텔 토론토
- 매리엇 토론토 블루어 요크빌
- 더 헤즐턴 호텔 & 레지던스
- 인터콘티넨털 토론토 요크빌

## 레스토랑
- ONE
- Prego Restaurant
- Sassafraz